# A Fool's Awakening
A Fool's Awakening er en amerikansk stumfilm fra 1924 af Harold M. Shaw.

## Medvirkende
- Mary Alden som Myra
- Lionel Belmore som Herbert Lorington
- Enid Bennett som Olivia Gale
- Edward Connelly som Blandon
- Mark Fenton som Wainwright
- Harrison Ford som John Briggs
- Alec B. Francis som Maj. Oliphant
- Pauline French som Lady Ordwynne
- D.R.O. Hatswell som Bobby Walton